# Parasyrisca vakhanski
Parasyrisca vakhanski Ovtsharenko, Platnick & Marusik, 1995 è un ragno appartenente alla famiglia Gnaphosidae.

## Etimologia
Il nome della specie deriva dal monte tagico in cui sono stati rinvenuti gli esemplari: il monte Vakhanski.

## Caratteristiche
L'olotipo maschile rinvenuto ha lunghezza totale è di 9.00mm; la lunghezza del cefalotorace è di 3,75mm; e la larghezza è di 3,15mm.

## Distribuzione
La specie è stata reperita in Tagikistan: l'olotipo maschile è stato rinvenuto a 4400 metri di altitudine sul monte Vakhanski.

## Tassonomia
Al 2015 non sono note sottospecie e dal 1995 non sono stati esaminati nuovi esemplari.